# 333639 Yaima
333639 Yaima este o planetă minoră (asteroid) din centura de asteroizi. A fost descoperită pe 21 august 2008 la Insula Ishigaki de Ishigakijima Astronomical Observatory⁠(d). 
Obiectul prezintă o orbită caracterizată de o semiaxă mare de 2,5391732533438 UAi, o excentricitate de 0,06, o înclinație de 15,6 ° în raport cu ecliptica.